# Флаг Люберецкого района
Флаг муниципального образования Любере́цкий муниципальный район Московской области Российской Федерации является символом муниципального статуса, власти и самоуправления Люберецкого муниципального района.
Флаг утверждён 29 июля 1998 года решением Совета депутатов Люберецкого района № 104/13 как флаг муниципального образования «Люберецкий район Московской области» и внесён в Государственный геральдический регистр Российской Федерации с присвоением регистрационного номера 302.
27 сентября 2012 года, решением Совета депутатов Люберецкого муниципального района № 179/29, данный флаг утверждён флагом муниципального образования Люберецкий муниципальный район Московской области.

## Описание
«Флаг муниципального образования Люберецкий муниципальный район Московской области представляет собой прямоугольное двухстороннее голубое полотнище с отношением ширины к длине 2:3, на котором червлёный красный пятилепестковый цветок, каждый листок которого — квадрат с закруглёнными углами, окаймлённый жёлтым. В первом (верхнем) квадрате — жёлтое солнце с 16 волнообразными лучами; во втором квадрате — жёлтая рука, держащая жёлтую гантель; в третьем квадрате — жёлтая лира; в четвёртом квадрате — жёлтый колос, окружённый расторгнутой шестернёй; в пятом квадрате — жёлтое пламя, окружённое расторгнутым жёлтым лавровым венком».
1 ноября 2006 года, решением Совета депутатов Люберецкого муниципального района Московской области № 120/15, в центр герба муниципального образования было добавлено изображение Георгия Победоносца. Несмотря на то, что указанным решением изменялись описание и рисунок только герба, соответствующее изображение Георгия Победоносца стали изображать и на флаге.

## Обоснование символики
Голубой цвет полотнища символизирует голубое, безоблачное, мирное небо.
Червлёный (красный) пятилистник с золотым окаймлением является многозначным символом. Здесь он использован и как символ цветения, и как символ древней Руси (сказка про аленький цветочек), и как древний символ, обозначающий человека (пятилепестковый цветок с древнейших времён символически обозначал человека). Для усиления первостепенной значимости именно человека для Люберецкого района в каждый лепесток пятицветника внесена дополнительная геральдическая фигура, изображающая и обозначающая следующее:
в первом верхнем квадрате золотое солнце с волнообразными лучами, символизирующее источник энергии, а значит, источник прогресса;
во втором квадрате (слева от зрителя) золотая рука, держащая золотую гантель, — символизирует спортивность граждан Люберецкого района, что наглядно подкреплено победами люберецких спортсменов на чемпионатах России, Европы, мира и Олимпийских играх;
в третьем квадрате (справа от зрителя) золотая лира — символ глубокой духовности, напоминающий о высоких достижениях люберчан в области культуры и искусства;
в четвёртом квадрате (слева от зрителя) золотой колос, сопровождаемый внизу половиной золотой шестерни. Этот символ обозначает фундамент, на котором стоит Люберецкий район. Сельскохозяйственные и промышленные предприятия Люберецкого района хорошо известны в стране и за рубежом, их деятельность составляет основу развития Люберецкого района;
в пятом квадрате золотое пламя, сопровождаемое расторгнутым золотым лавровым венком. Этот символ, как и предыдущий, является фундаментальным и обозначает память граждан Люберецкого района о люберчанах, отдавших жизнь за Родину, сделавших большой вклад в развитие и становление Люберецкого района.

## См. также

Флаги муниципальных образований Люберецкого района
Городское поселение Люберцы
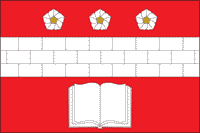
Городское поселение Красково
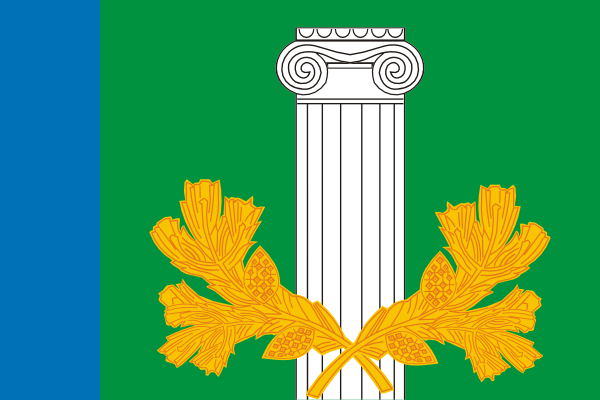
Городское поселение Малаховка
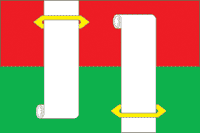
Городское поселение Октябрьский
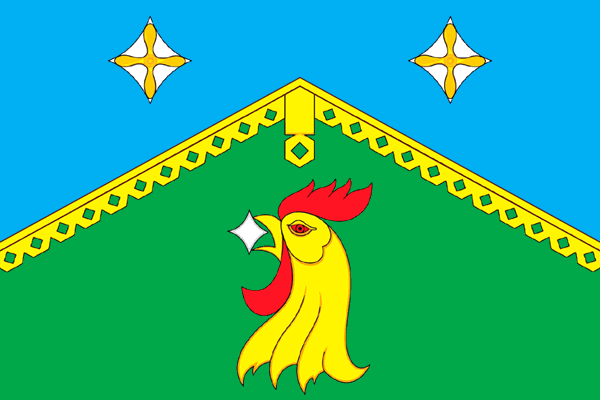
Городское поселение Томилино